# ارابه دستی

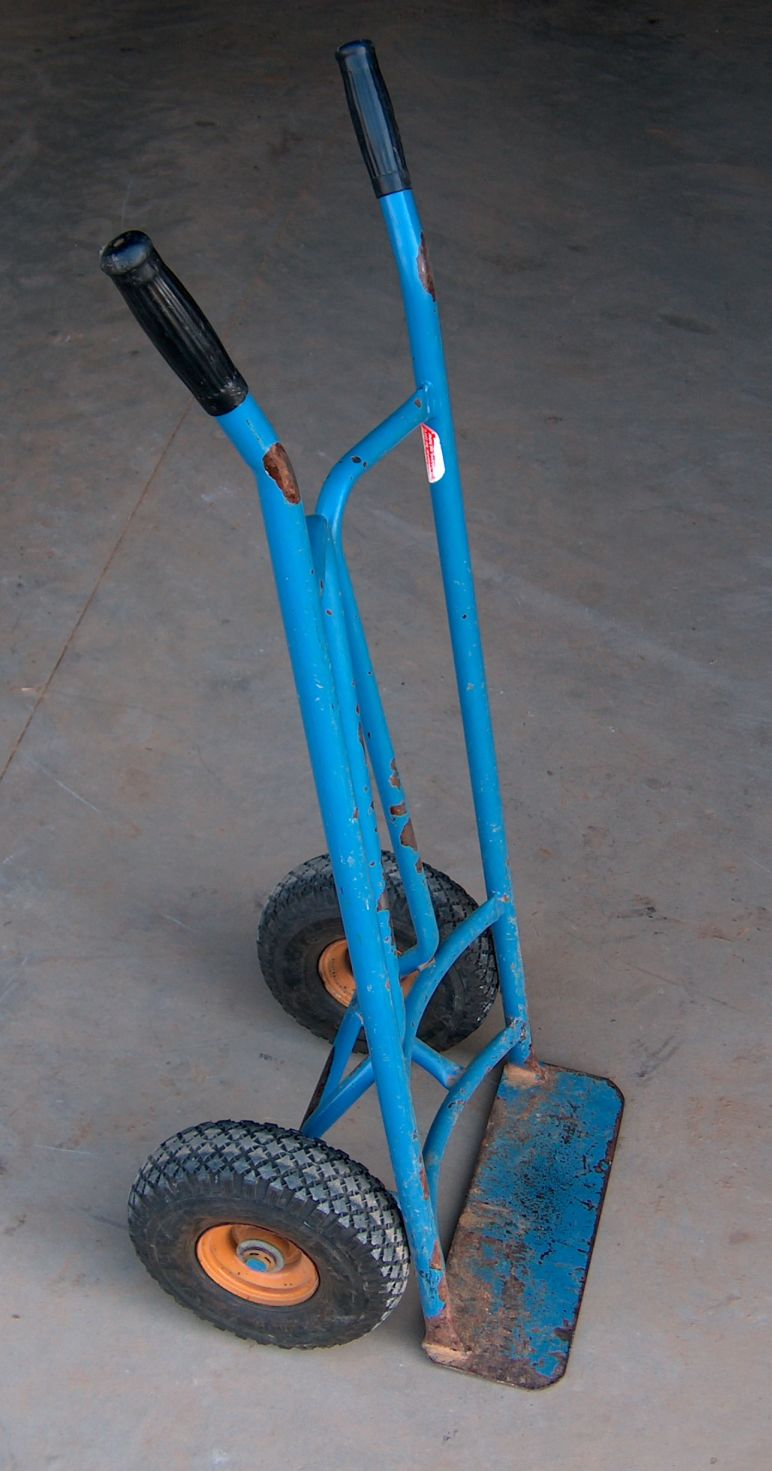
یک ارابه دستی

ارابه دستی چرخ دستی، وسیله‌ای L-شکل است که در یک انتهای آن دسته و در سر دیگر آن چرخ و صفحه‌ای معمولاً فلزی برای قرار دادن جعبه و بار قرار دارد. از این وسیله به عنوان اهرم متحرک برای جابجایی بار به ویژه جعبه‌های مختلف استفاده می‌شود.